# Grandvilliers (Eure)
Grandvilliers era una comuna francesa que estaba situada en el departamento de Eure, de la región de Normandía que el 1 de enero de 2019 pasó a formar parte de la comuna nueva de Mesnils-sur-Iton como comuna delegada.

## Historia
En 1995 absorbe la comuna de Hellenvilliers.
El 3 de enero de 2022 el consejo municipal decidió su supresión como comuna delegada con carácter efectivo desde el 1 de junio de 2022.

## Demografía
| Gráfica de evolución demográfica de Grandvilliers entre 1800 y 2016 |
|                                                                     |

Los datos demográficos contemplados en este gráfico de la comuna de Grandvilliers se han cogido de 1800 a 1999 de la página francesa EHESS/Cassini, y los demás datos de la página del INSEE.